# Worldwide Developers Conference

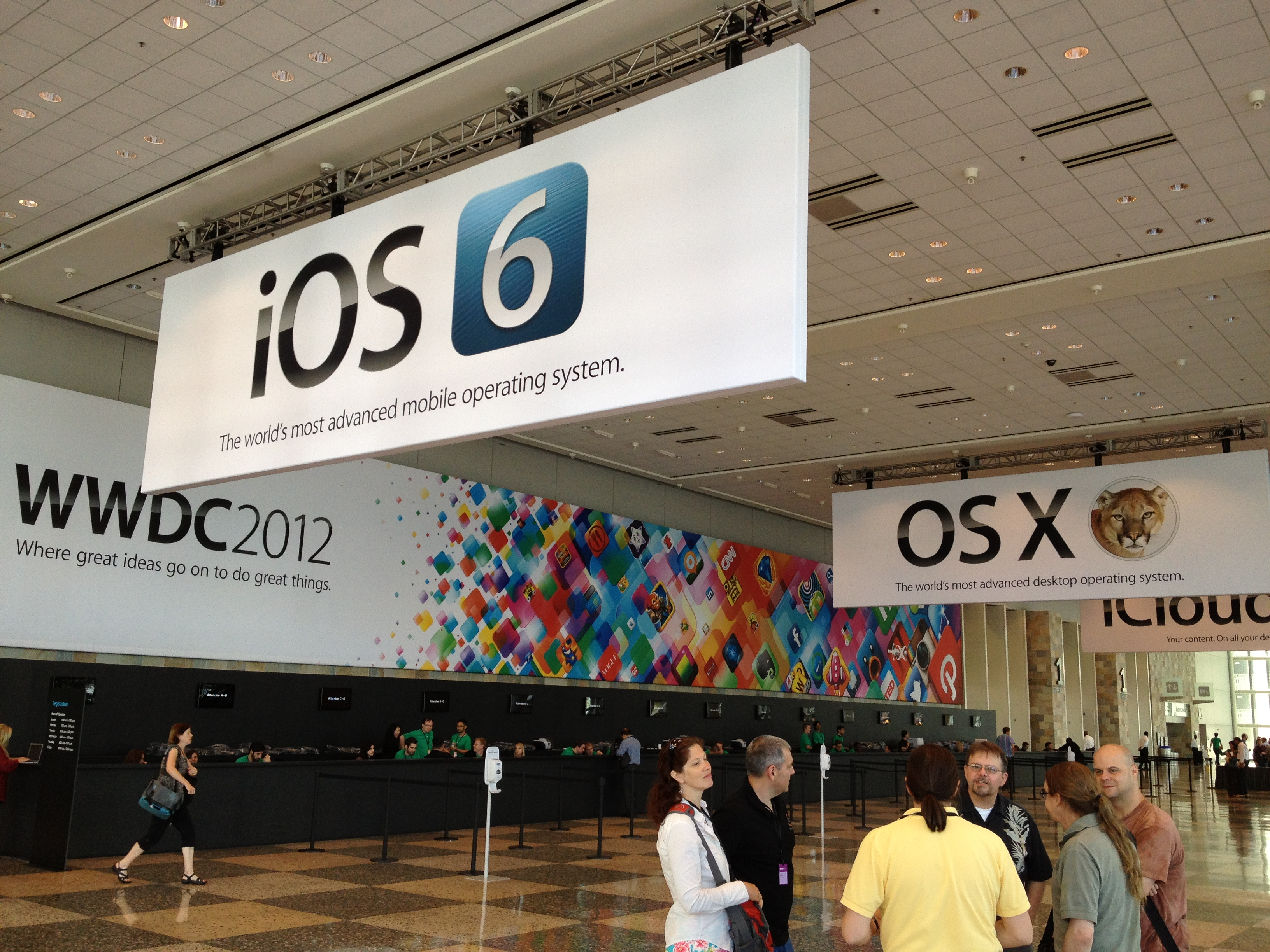
Wnętrze centrum kongresowego Moscone West podczas WWDC 2012

Worldwide Developers Conference (w skrócie: WWDC) – konferencja organizowana przez Apple Inc. w Kalifornii, podczas której firma prezentuje nowe technologie oraz produkty dla deweloperów. Liczba uczestników zazwyczaj waha się między 2000 a 4000 programistów.

## Poufność
Wszyscy uczestnicy muszą podpisać umowę poufności, obejmującą spotkania i materiały rozdawane na WWDC. W przeszłości również prezentacja była objęta poufnością, jednak od paru lat firma transmituje prezentację w internecie, adresując ją do szerszego grona odbiorców niż tylko deweloperzy.

## Historia
Pierwsze WWDC odbyło się w Monterey w stanie Kalifornia w 1983 roku. Od 1998 konferencja z reguły zaczynała się prezentacją, prowadzoną przez CEO Apple Steve’a Jobsa, co stało się charakterystycznym wydarzeniem, zwanym „Stevenotes”. W 2012 prezentację poprowadził Tim Cook, pełniący funkcję CEO Apple od sierpnia 2011.

### WWDC 2009
WWDC 2009 rozpoczął się 8 czerwca i trwał 3 dni. Na konferencji zaprezentowano nowe wersje komputerów MacBook i MacBook Pro. Przedstawiono również systemy iPhone OS 3.0 i Mac OS X 10.6 oraz przeglądarkę Safari 4.

### WWDC 2010
Konferencja WWDC 2010 została zapowiedziana 28 kwietnia 2010 roku. Odbyła się w dniach 7–11 czerwca 2010 w centrum kongresowym Moscone West (będące częścią kompleksu Moscone West) w San Francisco, na której zaprezentowano smartfona iPhone 4, nową – czwartą – wersję mobilnego systemu operacyjnego, który został przemianowany z iPhone OS na iOS, aplikacje iMovie na iPhone, umożliwiającą sprawną obróbkę filmów, a także czytnik e-booków iBooks na iPhone.

### WWDC 2011
WWDC 2011 trwał od 6 do 10 czerwca 2011 również w Moscone West w San Francisco, tak jak to miało miejsce w roku ubiegłym. Podczas konferencji Apple dokonało przedstawienia nowej wersji (10.7) systemu operacyjnego OS X, który przybrał nazwę Lion. Wtedy właśnie zademonstrowano także kolejną generację iOS, będącą już piątą wersją mobilnego systemu operacyjnego od Apple oraz usługi działające w chmurze obliczeniowej iCloud. To ostatnia konferencja WWDC, której gospodarzem był Steve Jobs.

### WWDC 2012[8]
Podczas Worldwide Developers Conerence 2012, który trwał od 11 do 15 czerwca 2012 roku, zaprezentowano następujące produkty:
- Nowy MacBook Air: poprawiono jego specyfikację techniczną (zastosowano w nim nowe procesory Intel 'Ivy Bridge' oraz zwiększono pojemność dysku SSD do 512 GB). Apple zagwarantowało, że nowy MacBook Air będzie nawet dwukrotnie szybszy niż jego poprzednik.
- Nowy MacBook Pro:
  - zastosowano w nim dwie karty graficzne (jedna – zintegrowana Intel, a druga – niezintegrowana NVIDIA). Takie rozwiązanie ma zapewnić do 60% szybsze przetwarzanie grafiki w porównaniu do poprzednika MacBooka Pro nowej generacji;
  - zaimplementowano nowy 15-calowy wyświetlacz Retina o rozdzielczości 2800 na 1800 pikseli, co daje zagęszczenie 220 pikseli na cal. Do tamtej pory nie żaden komputer nie posiadał ekranu o tak dużej rozdzielczości;
  - nowy MacBook Pro posiada także 2 ultraszybkie złącza Thunderbolt zamiast jednego, podświetlaną klawiaturę, wyjście HDMI oraz czytnik kart SD.
- System operacyjny OS X Mountain Lion (10.8). Niektóre nowości w stosunku do poprzedniej wersji[9]:
  - centrum powiadomień;
  - integracja z najpopularniejszymi serwisami społecznościowymi, takimi jak: Facebook, Twitter, czy Flickr;
  - Game Center(inne języki);
  - funkcje AirPlay;
  - Wiadomości;
  - Przypomnienia;
  - Notatki;
  - uaktualnienie Safari.
- iOS 6. Niektóre nowości w stosunku do poprzedniej wersji[10]:
  - Mapy od Apple zamiast Google;
  - Siri zyskuje więcej funkcji głosowych;
  - integracja z Facebookiem;
  - Strumień zdjęć i iCloud;
  - Passbook(inne języki);
  - połączenia FaceTime poprzez sieć komórkową.